# 성사고등학교

## 학교 연혁
- 2005년 12월 26일 : 성사고등학교 설립인가(완성학급수 30학급)
- 2006년 3월 2일 : 초대 전교장 취임
- 2006년 3월 2일 : 제1회 입학식(211명 입학), 일반학급 6학급 편성
- 2006년 6월 16일 : 개교 기념식
- 2006년 9월 8일 : 도서실, 실내골프연습장 개장식
- 2007년 11월 27일 : 도서실 리모델링 개관식
- 2009년 2월 11일 : 제1회 졸업식
- 2015년 3월 1일 : 혁신공감학교 운영(~2018.02.28.)
- 2016년 3월 1일 : 소프트웨어 교육 선도학교(~2020.02.28.)
- 2018년 3월 1일 : 혁신학교(자율학교) 지정(~2022.2.28.)
- 2022년 1월 10일 : 제14회 졸업식(253명 졸업, 총 졸업생수 4,582명)
- 2023년 3월 1일 : 제6대 신갑순 교장 취임
- 2023년 3월 2일 : 제18회 입학식(10학급 223)
- 2023년 12월 29일 : 제16회 졸업식(10학급 223명)

## 참고 자료
- 성사고등학교 - 한국교육학술정보원 학교알리미